# Seznam dílů seriálu Cory in the House
Toto je seznam dílů seriálu Cory in the House. Americký televizní seriál Cory in the House vysílala stanice Disney Channel od 12. ledna 2007 do 12. září 2008. Celkem bylo natočeno 34 epizod během dvou sérií. Seriál je spin-offem Disney Channel seriálu That's So Raven. Vypráví o chlapci Corym Baxterym, který se přestěhoval ze San Francisca do Washingtonu, D.C. s jeho otcem Victorem Baxterym, který dostal práci hlavního šéfkuchaře v Bílém domě, zatímco jeho sestra Raven (Raven-Symoné) a jeho nejlepší přítel Eddie Thomas (Orlando Brown) a Chelsea Daniels (Anneliese van der Pol) zůstali ve škole. Na což jeho matka Tanya (T'Keyah Crystal Keymáh) pobývá v Anglii, kde studuje právnickou školu.
V Česku tento seriál nebyl uveden.

## Přehled řad
| Řada | Díly | Premiéra v USA     | Premiéra v USA |
| Řada | Díly | První díl          | Poslední díl   |
| ---- | ---- | ------------------ | -------------- |
| 1    | 21   | 12. ledna 2007     | 10. září 2007  |
| 2    | 13   | 17. listopadu 2007 | 12. září 2008  |

## Seznam dílů

### První řada (2007)
| Č. v seriálu | Č. v řadě | Název                                | Režie              | Scénář                                  | Premiéra v USA    | Prod. kód |
| ------------ | --------- | ------------------------------------ | ------------------ | --------------------------------------- | ----------------- | --------- |
| 1            | 1         | The New Kid in Town                  | Rich Correll       | Dennis Rinsler, Marc Warren             | 12. ledna 2007    | 101       |
| 2            | 2         | Ain't Miss Bahavian                  | Rich Correll       | Marc Warren                             | 19. ledna 2007    | 102       |
| 3            | 3         | Everybody Loves Meena                | Rich Correll       | Michael Carrington                      | 26. ledna 2007    | 103       |
| 4            | 4         | We Built This Kitty on Rock 'n' Roll | David Kendall      | Theresa Akana, Stacee Comage            | 2. února 2007     | 104       |
| 5            | 5         | Don't Rock the Vote                  | Rich Correll       | Edward C. Evans                         | 9. února 2007     | 105       |
| 6            | 6         | Napper's Delight                     | Eric Dean Seaton   | Michael Feldman                         | 16. února 2007    | 106       |
| 7            | 7         | Smells Like School Spirit            | Eric Dean Seaton   | Josh Silverstein                        | 23. února 2007    | 107       |
| 8            | 8         | Just Desserts                        | Eric Dean Seaton   | Dennis Rinsler                          | 2. března 2007    | 108       |
| 9            | 9         | Bahavian Idol                        | Rich Correll       | Marc Warren                             | 9. března 2007    | 109       |
| 10           | 10        | Beat the Press                       | Eric Dean Seaton   | Dennis Rinsler                          | 23. března 2007   | 110       |
| 11           | 11        | Mall of Confusion                    | Rich Correll       | Josh Lynn, Danny Warren                 | 13. dubna 2007    | 111       |
| 12           | 12        | Get Smarter                          | Rondell Sheridan   | Sarah Jane Cunningham, Suzie V. Freeman | 11. května 2007   | 112       |
| 13           | 13        | And the Weenie Is...                 | Roger Christiansen | Michael Feldman                         | 18. května 2007   | 113       |
| 14           | 14        | No, No, Nanoosh                      | Rich Correll       | Al Sonja L. Schmidt                     | 16. června 2007   | 114       |
| 15           | 15        | Air Force One Too Many               | Eric Dean Seaton   | Al Sonja L. Schmidt                     | 30. června 2007   | 115       |
| 16           | 16        | that's so in the House               | Rich Correll       | Michael Carrington                      | 8. července 2007  | 116       |
| 17           | 17        | Gone Wishin                          | Carl Lauten        | Theresa Akana, Stacee Comage            | 13. července 2007 | 117       |
| 18           | 18        | I Ain't Got Rhythm                   | Rich Correll       | Beth Seriff, Geoff Tarson               | 29. července 2007 | 118       |
| 19           | 19        | The Kung Fu Kats Kid                 | Rondell Sheridan   | Edward C. Evans                         | 4. srpna 2007     | 119       |
| 20           | 20        | A Rat by Any Other Name              | Marc Warren        | Josh Lynn, Danny Warren                 | 11. srpna 2007    | 120       |
| 21           | 21        | Never the Dwayne Shall Meet          | Rondell Sheridan   | Lanny Horn                              | 21. září 2007     | 121       |

### Druhá řada (2007/08)
| Č. v seriálu | Č. v řadě | Název                         | Režie            | Scénář                                  | Premiéra v USA     | Prod. kód |
| ------------ | --------- | ----------------------------- | ---------------- | --------------------------------------- | ------------------ | --------- |
| 22           | 1         | The Presidential Seal         | Eric Dean Seaton | Al Sonja L. Schmidt                     | 17. listopadu 2007 | 201       |
| 23           | 2         | Through the Roof              | Rondell Sheridan | Marc Warren                             | 1. prosince 2007   | 202       |
| 24           | 3         | Monster's Ball                | Eric Dean Seaton | Dennis Rinsler                          | 8. prosince 2007   | 203       |
| 25           | 4         | Lip Service                   | Marc Warren      | Michael Carrington                      | 19. ledna 2008     | 204       |
| 26           | 5         | Who Let the Dolls Out         | Eric Dean Seaton | Michael Feldman                         | 16. února 2008     | 205       |
| 27           | 6         | We Don't Have Chemistry       | Mark Cendrowski  | Beth Seriff, Geoff Tarson               | 15. března 2008    | 206       |
| 28           | 7         | Uninvited Pest                | Eric Dean Seaton | Danny Warren                            | 19. dubna 2008     | 207       |
| 29           | 8         | Making the Braid              | Carl Lauten      | Edward C. Evans                         | 31. května 2008    | 208       |
| 30           | 9         | Model Behavior                | David Kendall    | Stacee Comage                           | 14. června 2008    | 209       |
| 31           | 10        | Sittin' Pretty                | Rondell Sheridan | Lanny Horn                              | 5. července 2008   | 210       |
| 32           | 11        | Macho Libre                   | Mark Cendrowski  | Jessica Lopez                           | 12. července 2008  | 211       |
| 33           | 12        | Peace, Love, Misunderstanding | Mark Cendrowski  | Sarah Jane Cunningham, Suzie V. Freeman | 30. srpna 2008     | 212       |
| 34           | 13        | Mad Songs Pay So Much         | Rich Correll     | Marc Warren                             | 12. září 2008      | 213       |